# Kanton Châlette-sur-Loing
Kanton Châlette-sur-Loing (francouzsky Canton de Chalette-sur-Loing) je francouzský kanton v departementu Loiret v regionu Centre-Val de Loire. Tvoří ho šest obcí.

## Obce kantonu
od roku 2015:
- Amilly
- Cepoy
- Conflans-sur-Loing
- Corquilleroy
- Châlette-sur-Loing
- Paucourt

před rokem 2015:
- Cepoy
- Châlette-sur-Loing
- Corquilleroy
- Paucourt
- Pannes
- Villevoques